# Думскроллинг
Думскроллинг или думсёрфинг (англ. doom — «злой рок», «гибель» и scroll — «прокручивать, листать») — «болезненное погружение в новостную ленту, где преобладают плохие вести», феномен траты чрезмерного количества экранного времени, посвящённого поглощению негативных новостей. В некоторых случаях повышенное внимание к новостным статьям и чтение преимущественно негативных новостных сообщений может привести к вредным психофизиологическим реакциям. Психоаналитик Дмитрий Басов связывает массовое распространение думскроллинга с пандемией коронавируса. Неологизм быстро распространился в социальных сетях.

## История

### Истоки
Термин возник в октябре 2018 года в социальной сети Twitter. Впервые его использовала писательница, журналистка и профессор антропологии в Университете Миннесоты Карен Хо (англ. Karen Ho), когда она ежедневно напоминала себе в Twitter поздним вечером: «перестань листать ленту [новостей] и ложись спать». Однако слово может иметь более раннее происхождение, а само явление предшествует появлению термина.
Практику думскроллинга можно сравнить с более старым явлением 1970-х годов, которое носило название синдрома злого мира, сравнимого с «верой в то, что мир является более опасным местом для жизни, чем он есть на самом деле в результате длительного воздействия на человека информации, демонстрируемой по телевидению, и связанной с насилием». Исследования показывают, что неприятные новости побуждают людей искать дополнительную информацию по этой и подобной ей темам, что создаёт циклическую череду негативных известий.
В просторечии английское слово doom означает тьму и зло, относящееся к судьбе (ср. проклятие). На заре Интернета «сёрфинг» был обычным глаголом, используемым в отношении просмотра веб-контента; точно так же и слово «скроллинг» означает прокручивание веб страницы.
Хотя слова doomscrolling нет в словаре Merriam-Webster, его составители следят за историей и присутствием термина в языке, так как его всё чаще используют в обществе, но оно по частоте употребления ещё не соответствует критериям включения в словари (фактическое использование слова в художественной литературе и научно-популярных изданиях). Ресурс Dictionary.com выбрал его как тренд августа 2020 года. Словарь австралийского английского языка Macquarie Dictionary назвал doomscrolling словом 2020 года.

### Популярность
Термин приобрёл популярность во время пандемии COVID-19, протестов после убийства Джорджа Флойда, президентских выборов в США в 2020 году и штурма Капитолия США в 2021 году, поскольку было отмечено, что эти события усугубили практику думскроллинга.
Думскроллинг получил широкое распространение во время пандемии COVID-19. Из-за отсутствия надёжных новых данных о COVID-19, многие пользователи обнаружили подстрекательские «фейковые новости» в новостных лентах. Негативные новости достаточно широко распространялись в интернете, поэтому популярность термина в резко возросла, особенно на таких платформах, как Twitter и Instagram.

## Пояснения

### Негативное смещение
В ходе эволюционного развития люди предпочитали изучать непонятные и опасные явления, чтобы знать, как им противостоять. Начиная с Зигмунда Фрейда некоторые психологи разрабатывают спорные теории о влечении к смерти. С конца XX века общество перевело распространение информации в цифровой формат, в основном, быстро распространяющий сплетни и слухи, как и сильно преувеличенные подробности убийств, катастроф и других негативных событий. Эксперты считают, что влечение к негативным новостям — это стремление к экстраординарному переживанию, к тому, что может «встряхнуть» человека и научить любить жизнь по-настоящему, что «отодвинет на второй план рутину, текущие бытовые проблемы». Желание с помощью думскроллинга приобрести иллюзию контроля и уверенности, что пока человек следит за последними новостями, плохие события не смогут застать его врасплох, может сыграть роль катализатора в приобретении плохой привычки, способной усилить ощущение тревожности, и к стойкому ложному пониманию мира как страшного, враждебного и беспощадного места. Психологи отмечают, что "думскроллинг не приносит пользы, а, скорее, «раскачивает лодку», подрывая стабильность душевного функционирования и уводя от реальной жизни в мир страхов и фантазий
.
Феномен думскроллинга они объясняют естественной склонностью людей к негативу при просматривании информации. Доминирование негатива — предположение о том, что негативные события оказывают большее влияние на психическое благополучие, чем хорошие. Джеффри Холл, профессор коммуникативных исследований Канзасского университета в Лоуренсе, отмечает, что если человек находится в постоянном состоянии удовлетворённости, потенциальные угрозы могут привлекать его внимание. Психиатр из Медицинского центра Векснера при Университете штата Огайо также считает, что люди, как правило, «запрограммированы на то, чтобы видеть негатив, и тянутся к негативу, потому что его источник может причинить [им] физический вред». Он ссылается на эволюцию как на причину, по которой люди ищут негативные новости: если бы чьи-то предки, например, обнаружили, что какое-то существо может причинить им вред, они могли бы избежать опасности.
Однако, в отличие от первобытных людей, большинство современников не осознают, что они намеренно ищут негативную информацию. Алгоритмы социальных сетей обращают внимание на контент, востребованный пользователями, и отображают похожие по характеру сообщения, что может запустить процесс думскроллинга. По словам директора клиники Центра лечения и изучения тревоги при Медицинской школе им. Перельмана, «у людей есть вопрос, они хотят получить ответ и предполагают, что получив его, они почувствуют себя лучше… Вы продолжаете скроллить и скроллить. Многие думают, что это поможет, но в итоге им становится хуже».

### Реакция мозга
Думскроллинг или самопринуждение к поглощению негативных новостей может быть результатом эволюционного механизма, при котором люди «запрограммированы обнаруживать и предвидеть опасность». Часто отслеживая события, связанные с негативными заголовками, оставаясь в курсе событий, они предполагают, что будут подготовленными к опасностям и почувствуют себя лучше, однако длительный скроллинг может привести только к ухудшению настроения и психического здоровья, поскольку личные страхи могут усилиться.
Нижняя лобная извилина (НЛГ) играет важную роль в обработке информации и её интеграции к новой информации в представлении о реальности. В НЛГ мозг «выборочно фильтрует плохие новости» при получении новой информации по мере эволюции убеждений. Когда человек занимается думскроллингом, мозг может почувствовать в этих действиях угрозу и, возможно, в ответ отключит «фильтр плохих новостей».
Исследователи провели эксперимент, в котором манипулировали левой НЛГ с помощью транскраниальной магнитной стимуляции (ТМС). В ходе исследования выяснилось, что пациенты с большей вероятностью включались в поиск негативной информации при обновлении убеждений. Это говорит о том, что левые НЛГ могут нести ответственность за предотвращение изменения личных убеждений, если человек следует за плохими новостями. Когда участникам была представлена благоприятная информация, и они получили ТМС, мозг всё ещё обновлял убеждения в ответ на положительные новости. Исследование также предполагает, что мозг выборочно фильтрует информацию и обновляет убеждения таким образом, чтобы уменьшить стресс и беспокойство, обрабатывая хорошие новости с большим вниманием (склонность к оптимизму). Активный думскроллинг подвергает мозг большему количеству неблагоприятных новостей и может ограничивать способность мозга воспринимать хорошие новости и игнорировать плохие. Всё это может привести к тому, что у человека чаще возникают негативные эмоции, которые заставляют человека чувствовать тревогу, депрессию и изоляцию.

## Влияние на здоровье

### Психологические эффекты
Специалисты в области здравоохранения сообщили, что чрезмерный думскроллинг может негативно повлиять на существующие проблемы с психическим здоровьем. Хотя общее воздействие, которое думскроллинг оказывает на людей, может быть разным, он часто может вызвать у человека чувство беспокойства, стресса, страха, депрессии и изоляции. Люди, страдающие когнитивными расстройствами, могут испытывать усиление фокусирования на жизненных трудностях и мыслях, которые причиняют страдания. Из-за активного думскроллинга могут возникать приступы паники. Исследования также предполагают, что существует связь между потреблением плохих новостей и более высоким уровнем тревоги, депрессии, стресса и даже возникновением симптомов, похожих на посттравматическое стрессовое расстройство (ПТСР).

#### Исследование
Профессора психологии университета Сассекса провели исследование, в ходе которого участники смотрели телевизионные новости, состоящие из «материалов положительного, нейтрального и отрицательного характера». Исследование показало, что у тех участников, которые смотрели негативные новостные программы, наблюдалось усиление беспокойства, грусти и катастрофических тенденций в отношении личных переживаний.
Исследование, проведённое учёными-психологами совместно с американским интернет-изданием «Хаффингтон пост», показало, что участники, которые смотрели три минуты негативных новостей утром, через шесть-восемь часов на 27 % чаще оценивали весь день как плохой. Для сравнения, группа, которая смотрела новости, посвящённые решениям трудностей, в 88 % случаев давали дню хорошую оценку.

#### Изучения думскроллинга
Распространённым методом изучения думскроллинга является опросник, разработанный Ю. Б. Мельник и А. В. Стадник, который состоит из 12 вопросов, что базируются на 4 критериях: зависимость, ригидность, психическое здоровье, рефлексия. Кроме того, автора методики предоставляют информацию о интерпретации уровней тяжести проявления симптомов думскролинга. 

### Физиологические эффекты
Клинический психолог доктор Карла Мари Мэнли предположила, что у некоторых людей думскроллинг может вызывать привыкание, создавая ощущение безопасности в непростые времена. Эксперты также говорят, что думскроллинг может нарушить режим сна, снизить внимательность и вызвать переедание. Клиницисты обнаружили, что негативный материал, публикуемый в средствах массовой информации, также может ослабить способность человека переносить психологическую травму. Дебора Серани, профессор Института перспективных психологических исследований Гордона Ф. Дернера в университете Адельфи, говорит, что негативный тип медиа запускает защитную реакцию, в частности, она обнаружила, что первой линией защиты является инкапсуляция. Во время инкапсуляции человек «пытается заключить или запечатать репрезентации травмы», что приводит к отрицанию её источника. Эксперты описывают явление, похожее на акт «отключения», которое может привести к усталости, бесцветной речи и снижению когнитивных функций.
Привычка людей искать вокруг себя источники угрозы может не только стать вредной привычкой «зависания» в сети в поисках новостей, которые, как правило, несут негатив, считает врач Инна Решетова, но и серьёзно подорвать психическое здоровье. Она рекомендует обратиться к специалистам, если человек понимает, что находится «под постоянным информационным прессом».